# Szenegál az 1994. évi téli olimpiai játékokon
Szenegál a norvégiai Lillehammerben megrendezett 1994. évi téli olimpiai játékok egyik részt vevő nemzete volt. Az országot az olimpián 1 sportágban 1 sportoló képviselte, aki érmet nem szerzett.

## Alpesisí
Férfi
| Versenyző    | Versenyszám | Eredmény      | Helyezés      |
| ------------ | ----------- | ------------- | ------------- |
| Lamine Guèye | Lesiklás    | nem ért célba | nem ért célba |